# Велика Козловка
Велика Козло́вка (рос. Большая Козловка) — присілок у складі Шабалінського району Кіровської області, Росія. Входить до складу Високораменського сільського поселення.
Населення становить 31 особа (2010, 90 у 2002).
Національний склад станом на 2002 рік — росіяни 98 %.